# Hogna adjacens
Hogna adjacens Roewer, 1959 è un ragno appartenente alla famiglia Lycosidae.

## Caratteristiche
I cheliceri sono di colore nero; nella parte frontale sono grigi e pelosi.
L'olotipo femminile rinvenuto ha lunghezza totale è di 18 mm; la lunghezza del cefalotorace è di 8,0 mm e quella dell'opistosoma è di 10,0 mm.

## Distribuzione
La specie è stata reperita in Africa meridionale: l'olotipo nel deserto del Kalahari; il paratipo nel Sudafrica centrale, nei pressi di Kimberley, città della Provincia del Capo Settentrionale.

## Tassonomia
Al 2017 non sono note sottospecie e dal 1959 non sono stati esaminati nuovi esemplari.